# Armand Randrianasolo
Prof. Dr. Armand Randrianasolo (n. 1958) es un botánico malgache, que desarrolla actividades académicas como curador asociado en el Centro W.L. Brown, del Missouri Botanical Garden.
En 1988, obtuvo su licenciatura en la Universidad de Antananarivo, Madagascar; su M.Sc. en 1993, en la Universidad de Misuri–San Luis, y en 1998, su Ph.D en la misma casa de altos estudios.

## Algunas publicaciones
- armand Randrianasolo, p.p. Lowry II. 2009. Four new species and one new combination in the Malagasy endemic genus Micronychia Oliv. (Anacardiaceae). Adansonia 3, 31(1): 157–168

- susan k. Pell, j.d. Mitchell, p.p. Lowry II, a. Randrianasolo, l.e. Urbatsch. 2008. Phylogenetic slipts of Malagasy and African Taxa of Protorhus and Rhus (Anacardiaceae) based on cpDNA trnL-trnF and nrDNA ETS and ITS Sequence data. Systematic Botany 33 (2): 375–383

- zachary s. Rogers, a. Randrianasolo, j.s. Miller. 2006. New Species of Ludia (Salicaceae) from Madagascar’s Eastern Littoral Forest. Novon 16: 409–416

- john d. Mitchell, d.c. Daly, s.k. Pell, a. Randrianasolo. 2006b. Poupartiopsis gen. nov. and its context in Anacardiaceae classification. Systematic Botany 31 (2): 337–348

- a. Randrianasolo, p.p. Lowry II. 2006c. Operculicarya (Anacardiaceae) revisited: an updated taxonomic treatment for Madagascar and the Comoro Islands, with descriptions of three new species. Adansonia 3, 28 (2): 359–371

- j.s. Miller, a. Bradley, a. Randrianasolo, r. Randrianaivo, s. Rakotonandrasana. 2005. Sampling a diverse flora for novel biochemicals: an analysis of NCI collections from Madagascar. Economic Botany 59 (3): 221–230

- s. Cao, j.k. Schilling, j.s. Miller, a. Randrianasolo, r. Andriantsiferana, v.e. Rasamison, d.g.i. Kingston. 2004a. New Cytotoxic Alkyl Phloroglucinols from Protorhus thouvenotii. Planta Med. 70: 683–684

- a. Randrianasolo, porter p. Lowry II. 2004b. A new species of Campnosperma Thwaites (Anacardiaceae) from northeastern Madagascar. Adansonia 3, 26 (2): 213–216

- ----------------------. 2003. Anacardiacaea. En: The Natural History of Madagascar. S. M. Goodman & J. P. Benstead (eds.), Chicago Press, Chicago, pp. 398–402

- ----------------------, j.s. Miller, trisha Consoglio. 2002. Application of IUCN Criteria and Red List Categories on species of five Anacardiaceae genera in Madagascar. Biodiversity and Conservation Journal 11: 1289–1300

- ----------------------. 2000. A taxonomic revision of the Malagasy endemic genus Micronychia (Anacardiaceae). Adansonia 3, 22 (1): 145–155

- ----------------------, j.s. Miller. 1999a. A New Species of Poupartia (Anacardiaceae) from Madagascar. Novon 9: 546–548

- ----------------------, ----------------. 1999b. Revision Taxonomic of the genus Sarcolaena (Sarcolaenaceae). Ann. Missouri Bot. Gard. 86 (3):702–722

- s. Nilsson, a. Randrianasolo. 1999c. Morphology and Functional Aspects of Pollen in the Sarcolaenaceae. Palaeoeco. Africa 26: 191–200

- ----------------------, a. Randrianasolo, j.s. Miller. 1998a. A revision of Campnosperma (Anacardiaceae) in Madagascar. Adansonia 3, 20 (2): 285–293

- j.s. Miller, a. Randrianasolo. 1998b. New Taxa and Nomenclatural Notes on the Flora of the Marojejy Massif, Madagascar. Anacardiaceae: A new species of Campnosperma. Novon 8: 170–177

- a. Randrianasolo. 1998c. Systematics and evolution of three Malagasy genera of Anacardiaceae: Micronychia Oliv., Protorhus Engl. and Rhus section Baronia (Baker) H.Perrier.

Editor Univ. of Missouri--St. Louis, 410 pp.
- ----------------------, j.s. Miller. 1994. Sarcolaena isaloensis, a New Species of Sarcolaenaceae from Isalo, South Central Madagascar. Novon 4: 290–294

- ----------------------. 1993. Systematic revision of the genus Sarcolaena (Sarcolaenaceae). Editor Univ. of Missouri-St. Louis, 152 pp.

- La abreviatura «Randrian.» se emplea para indicar a Armand Randrianasolo como autoridad en la descripción y clasificación científica de los vegetales.[1]